# ریچارد ساویج، چهارمین ارل ریورز
ریچارد ساویج، چهارمین ارل ریورز (انگلیسی: Richard Savage, 4th Earl Rivers; ca. 1654 – 18 august ۱۷۱۲ (۵۷−۵۸ سال)) نظامی و سیاست‌مدار اهل پادشاهی انگلستان بود.